# Hayden Stevenson
Hayden Stevenson (2 de julho de 1877 - 31 de janeiro de 1952) foi um ator de cinema estadunidense que iniciou sua carreira na era do cinema mudo, alcançou a era sonora, e atuou em 130 filmes entre 1915 e 1942.

## Biografia
Stevenson nasceu em Georgetwon, Kentucky. Seu primeiro filme foi The Great Divide, em 1915, pela Lubin Manufacturing Company. Depois atuou pela Fox Films, e pela Universal Pictures, em Let's Go (1922), o primeiro filme da primeira série Leather Pushers, produzida pela Universal, num total de 25 episódios, baseados nas histórias de H. C. Witner para a Collier Magazine. Continuou atuando nessa série entre 1922 e 1924, no personagem Joe Murphy. O último episódio foi Big Boy Blue, em 1924. Atuou ainda em Westerns, como The Lone Hand (1922), ao lado de Hoot Gibson e Helen Holmes; em dramas, como Flesh and Spirit (1922); em filmes de mistério, como Dark Stairways (1924); em comédias, como a série de comédias da Universal The Collegians, entre 1926 e 1929, em que fez o  personagem do treinador Tom Jones. Pela Universal fez o seriado Blake of Scotland Yard (1927), e pela Mascot Pictures fez o primeiro capítulo do seriado The Lightning Warrior (1931). A partir dos anos 1930, passou a atuar em pequenos papéis, na maioria das vezes não-creditado. Seu último filme foi Reap the Wild Wind (no Brasil, Vendaval de Paixões), de Cecil B. DeMille, em 1942, num pequeno papel não-creditado.
Atuou também em teatro, na Broadway, na peça The Copperhead, escrita por Augustus E. Thomas, baseada na história de Frederick Landis, produzida por John D. Williams, no Shubert Theatre, entre fevereiro e junho de 1918 (120 apresentações).

## Vida pessoal e morte
Stevenson faleceu em Los Angeles, aos 74 anos, em 31 de janeiro de 1952.

## Filmografia parcial
- The Great Divide (1915)
- Where Love Leads (1916)
- Let's Go (1922)
- Round Two (1922)
- The Lone Hand (1922, no Brasil, A Represa)
- Flesh and Spirit (1922)
- Big Boy Blue (1924)
- Dark Stairways (1924)
- The Collegians (1926)
- Behind the Front (1926)
- Blake of Scotland Yard (1927)
- Man, Woman and Sin (1927, no Brasil, Arrependimento)
- The Diamond Master (1929)
- The Lightning Warrior (1931)
- The Gilded Lily (1935, no Brasil, O Lírio Dourado)
- Easy Living (1937, no Brasil Garota de Sorte)
- Rulers of the Sea (1939, no Brasil, A Conquista do Atlântico)
- Birth of the Blues (1941, no Brasil, Sinfornia Bárbara)
- Reap the Wild Wind (1942)